# Luoba (řeka)
Luoba (žemaitsky Louba) je řeka na západě Litvy, v Žemaitsku, v Klaipėdském kraji, pramení v okrese Skuodas, 3 km na jihovýchod vsi Luoba (ves) (okres Skuodas), 6 km severozápad od města Seda. Délka toku je 52,2 km, je to pravý přítok řeky Bartuva, do které se vlévá 48,8 km od jejího ústí. Teče převážně směrem západním, v menších úsecích směrem západoseverozápadním a s několika krátkými vybočeními k jihu. Protéká Apuolskou Státní chráněnou krajinnou oblastí. U vsi Užluobė na levém břehu je v meziválečných letech postavena kaplička "Lurdas". 3 km od pramene teče v délce 1 km na území okresu Mažeikiai.

## Fauna
- Pstruh obecný potoční

## Přítoky
- levé:

| Hydrologické pořadí | Řeka                     | Délka (km) | Povodí (km²) | Vzdálenost od ústí (km) | Ústí kde         | Koordináty ústí |
| ------------------- | ------------------------ | ---------- | ------------ | ----------------------- | ---------------- | --------------- |
| 20012111            | Sviralis                 | 4,8        | 8,3          | 44,9                    |                  |                 |
| 20012112            | Puokupis                 | 11,4       | 25,6         | 61,2                    | Vaičaičiai       |                 |
| 20012114            | Gaivenis                 | 7,7        | 10,7         | 37,5                    | Gailaičiai       |                 |
| 20012118            | Ašoklis                  | 11,6       | 10,8         | 32,3                    | Šulpetriai       |                 |
| 20012119            | Progulba                 | 12,8       | 27,3         | 25,5                    | Erkšva           |                 |
| 20012122            | L - 1                    | 5,5        | 5,7          | 23,2                    |                  |                 |
| 20012123            | Brukis                   | 3,3        | 6,0          | 15,9                    |                  |                 |
| 20012127            | Šata                     | 31,2       | 91,9         | 9,2                     | Užluobė          |                 |
| 20012135            | Raudupis                 | 6,0        | 5,5          | 7,2                     | Užluobė          |                 |
| 20012141            | Užluobė                  | 4,8        | 8,3          | 5,4                     | Mažieji Rūšupiai |                 |
|                     | Rūšupė (chybně: Molupis) |            |              |                         | Skuodas          |                 |
|                     | Pušupis                  |            |              |                         | Skuodas          |                 |

- pravé:

| Hydrologické pořadí | Řeka     | Délka (km) | Povodí (km²) | Vzdálenost od ústí (km) | Ústí kde         | Koordináty ústí |
| ------------------- | -------- | ---------- | ------------ | ----------------------- | ---------------- | --------------- |
| 20012115            | Kūlupis  | 5,6        | 23,7         | 36,2                    | Gailaičiai       |                 |
| 20012125            | Išraitas | 10,2       | 12,4         | 14,6                    | Šarkė            |                 |
| 20012136            | Guntinas | 19,3       | 39,1         | 5,9                     | Didieji Rūšupiai |                 |

## Přilehlé obce a hradiště
Ivoniškė, Luoba, Vaičiaičiai, Gailaičiai, Paluobė, Kadžiai, Šulpetriai, Erkšva, Knežė (do roku 1910 zde byl mlýn), Apuolė, "hradiště" jménem Apuolės piliakalnis, Šarkė, Daujotai, Didieji Rūšupiai, Mažieji Rūšupiai, Skuodas